# Jason Watt
Jason Watt (Frederiksberg, 24 de fevereiro de 1970) é um piloto dinamarquês de automobilismo.